# 心虎耳草
心虎耳草（学名：Saxifraga cordigera）为虎耳草科虎耳草属下的一个种。

## 扩展阅读
- 維基物種上的相關：心虎耳草